# Грэм, Пол
Пол Грэм (англ. Paul Graham, родился 13 ноября 1964, Уэймут) — американский предприниматель, эссеист, программист, известный сторонник и пропагандист использования языка программирования Lisp. В числе прочего, создал диалект Лиспа, названный им Arc. Автор ряда книг по программированию.

## Основные моменты биографии
Грэм получил степень бакалавра в Корнеллском университете, степени магистра и доктора философии в области прикладных наук (специализация «информатика») в Гарварде в 1988 и 1990 годах соответственно, и изучал живопись в Род-Айлендской школе дизайна и во Флорентийской академии изящных искусств.
В 2008 году Пол Грэм женился на Джессике Ливингстон.

## Viaweb
В 1995 году Грэм и Роберт Моррис основали Viaweb, первый application service provider (ASP). Программное обеспечение Viaweb, написанное на Common Lisp, позволяло пользователям создавать свои собственные интернет-магазины. Летом 1998 года Viaweb был продан Yahoo за 455 000 акций Yahoo, оценивавшихся в $49,6 миллионов. Yahoo назвала этот продукт Yahoo Store.

## Литературная деятельность
Является автором книг «On Lisp» (1993), «ANSI Common Lisp» (1995), и «Hackers & Painters» (2004). Первые две книги посвящены языку программирования Lisp. При этом «On Lisp» концентрируется на макросах и других специфических особенностях Лиспа, демонстрируя, как их использование может изменить подход к решению некоторых задач. «ANSI Common Lisp» — это учебник Лиспа для программистов, включающий последовательное разъяснение всех основных концепций языка и довольно полное описание стандарта ANSI Common Lisp. Третья книга представляет собой набор непосредственно не связанных эссе, в которых рассматриваются различные вопросы, так или иначе связанные с программированием: правильный дизайн веб-приложений, выбор языков, проблема защиты от спама, экономические вопросы Интернет-стартапов и прочее.
После продажи Viaweb Грэм начал писать очерки для своего сайта paulgraham.com. Они варьируются от «Побеждая посредственность» (англ. Beating the Averages), в котором сравнивается Лисп с другими языками программирования, до размышлений на тему жизни нердов в старших классах (англ. Why Nerds are Unpopular). Собрание его очерков было издано в виде вышеупомянутой книги «Hackers & Painters» издательством O’Reilly.
Грэм является автором так называемого «Парадокса Блаба» («Blub paradox»), ссылки на который нередко встречаются на тематических ресурсах, посвящённых обсуждению новых и ограниченно популярных языков и механизмов программирования. «Парадокс Блаба» описан в очерке «Побеждая посредственность». Его сущность состоит в том, что программист, знающий некоторый язык («Блаб»), «думает на Блабе» — выражает решение любой задачи в средствах Блаба, а имеющиеся в более мощном языке дополнительные средства в его глазах ничего не стоят, так как он не умеет их применять. Только когда программист по каким-то внешним, дополнительным причинам изучит более мощный язык, он получит возможность смотреть на Блаб «сверху вниз» и увидит его ограниченность. Таким образом, ограниченность Блаба сама по себе не может стать стимулом для изучения более мощного языка, так как для осознания этой ограниченности необходимо уже знать такой язык. Этим Грэм объясняет то, что программисты обычно не желают изучать более эффективные инструменты программирования, чем те, которыми они уже владеют (в частности, непопулярность Лиспа).

### Иерархия аргументов в споре («Пирамида Грэма»)
Впервые описана в 2008 году в эссе «Как правильно возражать» («How to disagree»). Возможная аргументация представлена в виде 7-уровневой иерархии по повышению силы аргументов. Автор замечает, что 
если движение вверх по иерархии снизит напряжённость дискуссии, то это пойдёт большинству её участников на пользу»
Оригинальный текст (англ.)If moving up the disagreement hierarchy makes people less mean, that will make most of them happier
Аргументы в споре по силе и ценности (и, одновременно, по редкости использования) выстроены, по Грэму, в семь ступеней «пирамиды»:
1. Чистое опровержение: опровержение главной идеи спора, подкреплённое доказательствами: «Вот факты, которые доказывают обратное»;
2. Опровержение по сути: Указание на ошибку в рассуждениях оппонента, её исправление и объяснение её сути;
3. Встречный аргумент: Приведение авторитетных аргументов собственной точки зрения с доводами и/или поддерживающими соображениями;
4. Препирательство: Противопоставление собственной точки зрения без существенных доказательств;
5. Претензия к тону, придирки к форме ведения дискуссии: критика тона написанного вместо критики высказанной точки зрения;
6. Переход на личности;
7. Оскорбления и ругань.

## Y Combinator
В 2005 году, после произнесения речи в Harvard Computer Society, позднее опубликованной в виде очерка «Как начать стартап» („How to Start a Startup“), Грэм с Тревором Блэквеллом, Джессикой Ливингстон и Робертом Моррисом основали компанию Y Combinator для того, чтобы обеспечивать стартапы деньгами в самом начале их пути, особенно основанные очень молодыми людьми, ориентированными на создание новых программных технологий. Y Combinator инвестировал во множество стартапов, включая reddit, Dropbox, Airbnb, Justin.tv, loopt, Heroku и Xobni.
Журнал BusinessWeek включил Пола Грэма в список 25 наиболее влиятельных людей в сети (The 25 Most Influential People on the Web) за 2008 год.
Одним из успешных проектов Пола Грэма и компании Y Combinator стало создание социально-новостного сайта Hacker News.